# ロンドン条約 (1972年)
ロンドン条約(1972年)（ロンドンじょうやく 1972, London Convention 1972）は、海洋の汚染を防止することを目的として、陸上発生廃棄物の海洋投棄や、洋上での焼却処分などを規制するための国際条約。

## 正式名称
正式名称は1972年の廃棄物その他の物の投棄による海洋汚染の防止に関する条約（英： Convention on the Prevention of Marine Pollution by Dumping of Wastes and Other Matter 1972）で、ロンドンダンピング条約、ロンドン海洋投棄条約とも略称される。

## 歴史
1972年11月、国際海事機関（IMO）のロンドン本部で採択され、1975年8月発効。2007年2月現在の締約国数は81。その後も、1993年の附属書改正と1996年の議定書採択により、内容の強化・整備が進められている。
日本は1973年署名、1980年10月批准。関係国内法は廃棄物の処理及び清掃に関する法律および海洋汚染等及び海上災害の防止に関する法律。

## 条文
ロンドン条約は、前文、本文22カ条、末文および3の附属書からなり、その主たる規定は次の通り。 
1. 附属書I へ掲げる廃棄物等の投棄を禁止（第4条1項（a））
2. 附属書II へ掲げる廃棄物等の投棄には事前の特別許可を要す（第4条1項（b））
3. 他の全ての廃棄物等の投棄には事前の一般許可を要す（第4条1項（c））
4. いずれの許可も、附属書III へ掲げる全ての事項に慎重な考慮が払われた後でなければ与えてはならない（第4条2項）
5. 「海洋」とは、国の内水を除くすべての海域をいう（第3条3項）

- 附属書I

1. 投棄禁止対象の規定
  1. 7項目の物質（有機ハロゲン、水銀、カドミウム、持続性プラスチックの浮遊物、廃油、放射性物質、生物兵器・化学兵器）及びこれらを含有する廃棄物その他の物
  2. 海洋において急速に無害化され、かつ、食用海洋生物の味と人及び家畜の健康を損なわない物質については適用しない
  3. 国際原子力機関が定義した免除レベルを超える放射能を有するものについては適用しない
2. 海洋における焼却への規制
  1. 焼却を禁止：1996年1月1日以降の産業廃棄物、及び下水汚泥
  2. 特別許可：他の廃棄物その他の物の焼却は、特別許可が必要
  3. 「廃棄物その他の物の海洋における焼却の規制に関する規則」第一から第九規則まで
    - 日本の国内法とは産業廃棄物の定義が異なる（製造・加工作業によって生じるもので、浚渫物と下水汚泥、および、魚類の残さ、船舶などの人工海洋構築物、不活性な地質学的物質、天然に由来する有機物質を、条件付きで除く）

- 附属書II

1. 附属書I へ含まれないが、特別の注意を必要とする物
  1. 次の物質やその化合物を相当な量含有する廃棄物（ひ素、鉛、銅、亜鉛、有機けい素、シアン、ふっ化物、駆除剤及びその副産物、ベリリウム、クロム、ニッケル、バナジウム）
  2. 海上コンテナ、金属くず、その他の巨大な廃棄物で漁労や船舶航行の重大な障害となるおそれがあるもの
  3. 放射性物質（国際原子力機関が勧告するレベルを超えるもの）
  4. 毒性が無くても、大量だと有害又は快適性を著しく減少させるおそれのある物

- 附属書III

1. 許可基準の設定に当たり、考慮しなければならない事項
  1. 物の特性及び組成（総量及び組成、形態、、特質、毒性、持続性、蓄債及び生物学的変換、変化並びに他の溶存物質との相互作用の可能性、資源の商品価値を低下させる可能性）および、その科学的根拠
  2. 投棄場所の特性及び投棄の方法（位置、処分量、梱包や封入方法、初期希釈度、拡散性、水質、海底の特性、過去の投棄、季節的変化）および、その科学的根拠
  3. 一般的な考慮及び条件（快適性、海洋生物・養殖・漁業、その他の利用）に対して影響を及ぼす可能性、および海洋投棄を避けられないか、有害性を減少できないか

## 96年議定書
日本語の正式名は1996年の議定書 （英： 1996 Protocol Thereto）1996年11月に採択され、2006年3月24日に発効した。2007年2月現在の批准国数は30。
1993年の条約附属書改正以降も、附属書で規定した廃棄物その他の物の投棄や焼却を禁止・制限し、該当しないものは対象外となっていた。これに対し、96年議定書では、ものの如何に関わらず原則として投棄や焼却を禁止し、議定書附属書I へ掲げた廃棄物その他の物だけが「投棄を検討してもよい」ことになった。さらに、投棄管理の厳格化と影響評価のための手続規定（廃棄物評価フレームワーク）が規定されている。
二酸化炭素の海底下地層貯留が、2007年10月を目途に議定書附属書I へ追加品目とされる見込み。

### 議定書の概要
96年議定書は、前文、本文29カ条、末文および3の附属書からなり、その主たる規定は次の通り。 
1. 海洋投棄を原則として禁止し、例外を附属書I へ規定（第4条第1.1項）
2. 海洋における焼却を禁止（第5条）
3. 予防的取組み及び汚染者負担原則の明示（第3条）
4. 附属書I へ掲げる廃棄物等の投棄には、附属書II へ基づく許可を要す（第4条第1.2項）
5. 内水適用または内水での効果的措置の採用（第7条）

- 附属書I

1. 投棄することを検討することができる廃棄物その他の物（リバースリスト）
  1. 6項目の廃棄物その他の物（浚渫物、下水汚泥、魚類の残さ、船舶などの人工海洋構築物、不活性な地質学的無機物質、天然に由来する有機物質）
  2. 主として鉄、鋼及びコンクリート並びにこれらと同等に無害な物質であって、物理的な影響が懸念されるものから構成される巨大なもの（他に方法がない孤島などに限定され、日本では想定されていない）
  3. 二酸化炭素を隔離するための二酸化炭素の回収工程から生ずる二酸化炭素を含んだガス
  4. 国際原子力機関が定義し、かつ、締約国によって採択される免除レベルの濃度以上の放射能を有するものについては投棄を検討することを禁止

- 附属書II（WAF Waste Assessment Framework）

1. 投棄することを検討することができる廃棄物その他の物の評価
  1. 一般規定：投棄を一部認めることは、投棄を避ける努力義務を免除しないことの確認
  2. 廃棄物の防止のための審査：投棄に代わる処理方法、発生源対策、発生量削減努力に関する規定
  3. 廃棄物管理の選択肢についての検討：再利用、リサイクル、無害化、代替処理などの検討結果、投棄以外に処理方法がないことの証明義務
  4. 化学的、物理的及び生物学的特質：投棄以外の処理方法と潜在的な影響を適切に検討するため必要な廃棄物特質の把握が可能であること。
  5. 行動基準：投棄の判断基準を、人の健康、海洋環境への潜在的影響を、生体への毒性・持続性・蓄積性を優先して設けなければならない。
  6. 投棄場所の選択：水域の特性、利用状況、物質の移動ならびに経済性を考慮すること。
  7. 潜在的影響の検討：投棄による潜在的影響の規模を評価して「影響仮説」を立て、適切な情報に基づき得られた検討結果のみ採用し、許可発給の可否決定までに結論されていること。
  8. 監視（モニタリング）：監視計画を策定、実施し、許可条件の遵守を監視し、許可に至った検討が正確・十分と実証する
  9. 許可及び許可基準：影響評価が完了し、監視計画が確定したのち、条件を明示して発給し、定期的に見直すこと

- 附属書III

1. 仲裁裁判所による締約国間の紛争の仲裁に関する規定

### ガイドライン
- 廃棄物評価ガイドライン（WAG Waste Assessment Guidelines）
締約国の制度構築にあたり、その支援を意図して作成された、WAF（附属書II）の実行ガイダンス。議定書には含まれず、遵守義務などもないが、WAFを補足する内容になっている。

1. 一般WAG：投棄を検討できる廃棄物その他の物の一般的な評価ガイドライン
  1. 投棄場所選択に必要な情報（第18項）と、考慮する項目（第19-28項）
  2. 潜在的影響の検討指針（第31-36項）
  3. 許可発給への住民の参加（第47項）、審査機関が考慮すべき事項（第48項）
  4. 監視（モニタリング）の指針（第41-45項）
2. 品目WAG：個別の品目毎の評価ガイドライン
一般WAGの内容を、附属書I へ規定された廃棄物その他の物の品目ごとの特性を踏まえ、編集したもの。

### 国内法への影響例
- 廃棄物の処理及び清掃に関する法律
  - 2007年2月 - し尿又は浄化槽に係る汚泥を処理したものについて、海洋投入処分を行うことができる一般廃棄物から削除[2]
  - 2007年4月 - 一般廃棄物の海洋投入処分の全面禁止 廃火薬類および不燃性一般廃棄物等についても海洋投入処分を禁止
  - 同上 - 海洋投入処分を行うことができる産業廃棄物の見直し 公共下水道等から除去した汚泥を除外[3]
  - 同上 - 動植物性残さ、家畜ふん尿は、他の産業廃棄物と同様、油分および有害物質についての基準に適合するものに限り認める[3]

- 海洋汚染等及び海上災害の防止に関する法律[4]
  - 2007年4月 浚渫土砂の海洋投入処分を実施する場合には環境大臣の許可等が必要